# Joey Veerman
Johannes Cornelis Maria Veerman (sinh ngày 19 tháng 11 năm 1998) là một cầu thủ bóng đá chuyên nghiệp người Hà Lan hiện đang thi đấu ở vị trí tiền vệ cho câu lạc bộ PSV tại Eredivisie và Đội tuyển bóng đá quốc gia Hà Lan.

## Sự nghiệp câu lạc bộ

### Volendam
Veerman ra mắt chuyên nghiệp cho FC Volendam trong trận đấu với VVV-Venlo tại Eerste Divisie vào ngày 9 tháng 9 năm 2016.

### Heerenveen
Vào ngày 30 tháng 8 năm 2019, Veerman ký hợp đồng với SC Heerenveen tại Eredivisie. Anh ra mắt cho câu lạc bộ một ngày sau khi ký hợp đồng khi vào sân ở hiệp hai thay cho tiền vệ đồng hương Jordy Bruijn trong trận hòa 1–1 với Fortuna Sittard.

### PSV
Vào ngày 4 tháng 1 năm 2022, Veerman ký hợp đồng có thời hạn 4 năm rưỡi với PSV Eindhoven. Veerman ghi bàn thắng quyết định trong trận bán kết KNVB Cup gặp Go Ahead Eagles vào ngày 2 tháng 3. PSV đánh bại đối thủ Ajax trong trận chung kết vào ngày 17 tháng 4.
Vào ngày 28 tháng 10 năm 2022, Veerman ghi bàn thắng đầu tiên cho PSV trong chiến thắng 2–0 trước Arsenal trong trận đấu áp chót của vòng bảng UEFA Europa League để giúp PSV đảm bảo một suất tham dự play-off vòng đấu loại trực tiếp. Trong mùa giải 2023–24, anh trở thành cầu thủ tạo nhiều cơ hội nhất ở Eredivisie với 130 lần.

## Sự nghiệp quốc tế
Vào tháng 3 năm 2023, Veerman lần đầu tiên được triệu tập chính thức vào đội tuyển quốc gia Hà Lan cho vòng loại UEFA Euro 2024 gặp Pháp và Gibraltar nhưng sau đó phải rút lui cùng với Cody Gakpo, Matthijs de Ligt, Sven Botman và Bart Verbruggen vì bị ngộ độc thực phẩm liên quan đến bữa tối cà ri gà do các nhân viên của đội tuyển quốc gia Hà Lan phục vụ.
Vào ngày 18 tháng 6 năm 2023, Joey Veerman có trận ra mắt cho đội tuyển quốc gia Hà Lan tại Vòng chung kết UEFA Nations League 2023 khi anh vào sân thay cho Mats Wieffer trong trận gặp Ý. Vào ngày 26 tháng 3 năm 2024, anh ghi bàn thắng quốc tế đầu tiên trong trận giao hữu với Đức.
Vào ngày 29 tháng 5 năm 2024, Veerman có tên trong đội tuyển quốc gia Hà Lan tham dự UEFA Euro 2024.

## Thống kê sự nghiệp

### Câu lạc bộ
Tính đến 19 tháng 5 năm 2024
| Câu lạc bộ          | Mùa giải            | Giải vô địch        | Giải vô địch | Giải vô địch | Cúp quốc gia | Cúp quốc gia | Châu lục | Châu lục | Khác | Khác | Tổng cộng | Tổng cộng |
| Câu lạc bộ          | Mùa giải            | Hạng đấu            | Trận         | Bàn          | Trận         | Bàn          | Trận     | Bàn      | Trận | Bàn  | Trận      | Bàn       |
| ------------------- | ------------------- | ------------------- | ------------ | ------------ | ------------ | ------------ | -------- | -------- | ---- | ---- | --------- | --------- |
| Volendam            | 2016–17             | Eerste Divisie      | 28           | 3            | 4            | 0            | —        | —        | 2    | 0    | 34        | 3         |
| Volendam            | 2017–18             | Eerste Divisie      | 34           | 7            | 2            | 0            | —        | —        | —    | —    | 36        | 7         |
| Volendam            | 2018–19             | Eerste Divisie      | 8            | 2            | 0            | 0            | —        | —        | —    | —    | 8         | 2         |
| Volendam            | 2019–20             | Eerste Divisie      | 3            | 0            | 0            | 0            | —        | —        | —    | —    | 3         | 0         |
| Volendam            | Tổng cộng           | Tổng cộng           | 73           | 12           | 6            | 0            | —        | —        | 2    | 0    | 81        | 12        |
| Heerenveen          | 2019–20             | Eredivisie          | 22           | 4            | 4            | 1            | —        | —        | —    | —    | 26        | 5         |
| Heerenveen          | 2020–21             | Eredivisie          | 31           | 7            | 4            | 2            | —        | —        | —    | —    | 35        | 9         |
| Heerenveen          | 2021–22             | Eredivisie          | 18           | 3            | 2            | 1            | —        | —        | —    | —    | 20        | 4         |
| Heerenveen          | Tổng cộng           | Tổng cộng           | 71           | 14           | 10           | 4            | —        | —        | —    | —    | 81        | 18        |
| PSV Eindhoven       | 2021–22             | Eredivisie          | 15           | 4            | 4            | 2            | 5        | 0        | –    | –    | 24        | 6         |
| PSV Eindhoven       | 2022–23             | Eredivisie          | 33           | 4            | 4            | 0            | 12       | 5        | 1    | 0    | 50        | 9         |
| PSV Eindhoven       | 2023–24             | Eredivisie          | 29           | 6            | 0            | 0            | 11       | 2        | 1    | 0    | 41        | 8         |
| PSV Eindhoven       | Tổng cộng           | Tổng cộng           | 77           | 14           | 8            | 2            | 28       | 7        | 1    | 0    | 115       | 23        |
| Tổng cộng sự nghiệp | Tổng cộng sự nghiệp | Tổng cộng sự nghiệp | 220          | 40           | 24           | 6            | 28       | 7        | 4    | 0    | 277       | 53        |

1. ↑  Bao gồm KNVB Cup
2. ↑  Ra sân tại Play-off thăng hạng/xuống hạng Eerste Divisie
3. ↑  Ra sân tại UEFA Europa Conference League
4. ↑  Ra sân bốn lần và ghi hai bàn thắng tại UEFA Champions League, ra sân tám lần và ghi ba bàn thắng tại UEFA Europa League
5. 1 2  Ra sân tại Johan Cruyff Shield
6. ↑  Ra sân tại UEFA Champions League

### Quốc tế
Tính đến 10 tháng 6 năm 2024
| Đội tuyển quốc gia | Năm       | Trận | Bàn |
| ------------------ | --------- | ---- | --- |
| Hà Lan             | 2023      | 6    | 0   |
| Hà Lan             | 2024      | 4    | 1   |
| Tổng cộng          | Tổng cộng | 10   | 1   |

Tính đến 26 tháng 3 năm 2024
Tỷ số và kết quả liệt kê bàn thắng của Hà Lan được để trước, cột tỷ số cho biết tỷ số sau mỗi bàn thắng của Veerman.
| # | Ngày                | Địa điểm                            | Trận | Đối thủ | Bàn thắng | Kết quả | Giải đấu |
| - | ------------------- | ----------------------------------- | ---- | ------- | --------- | ------- | -------- |
| 1 | 26 tháng 3 năm 2024 | Waldstadion, Frankfurt am Main, Đức | 8    | Đức     | 1–0       | 1–2     | Giao hữu |